# Liste der denkmalgeschützten Objekte in Obersiebenbrunn
Die Liste der denkmalgeschützten Objekte in Obersiebenbrunn enthält die 12 denkmalgeschützten, unbeweglichen Objekte der niederösterreichischen Marktgemeinde Obersiebenbrunn im Bezirk Gänserndorf.

## Denkmäler
| Foto |                 | Denkmal                                                                                | Standort                                       | Beschreibung | Metadaten |
| ---- | --------------- | -------------------------------------------------------------------------------------- | ---------------------------------------------- | --- | --- |
| ja   | Datei hochladen | Aufnahmsgebäude Siebenbrunn-Leopoldsdorf HERIS-ID: 10355 Objekt-ID: 6409               | Am Bahnhof 1 Standort KG: Obersiebenbrunn      | Schlichter Bau aus dem Jahr 1909 mit Rohziegelmauerwerk. | BDA-Hist.: Q38065565 Status: Bescheid Stand der BDA-Liste: 2025-06-30 Name: Aufnahmsgebäude Siebenbrunn-Leopoldsdorf GstNr.: 613 Aufnahmsgebäude Bahnhof Siebenbrunn-Leopoldsdorf                                         |
| ja   | Datei hochladen | Wasserstation Siebenbrunn-Leopoldsdorf HERIS-ID: 58721 Objekt-ID: 69517                | Am Bahnhof 3 Standort KG: Obersiebenbrunn      | Wasserstation im Bereich des Bahnhofs Siebenbrunn-Leopoldsdorf. | BDA-Hist.: Q38084590 Status: Bescheid Stand der BDA-Liste: 2025-06-30 Name: Wasserstation Siebenbrunn-Leopoldsdorf GstNr.: 611 Wasserstation Bahnhof Siebenbrunn-Leopoldsdorf                                             |
| ja   | Datei hochladen | Pfarrhof HERIS-ID: 10351 Objekt-ID: 6405                                               | Hauptplatz 12 Standort KG: Obersiebenbrunn     | Zweigeschoßiger Barockbau aus dem frühen 18. Jahrhundert. | BDA-Hist.: Q38065337 Status: § 2a Stand der BDA-Liste: 2025-06-30 Name: Pfarrhof GstNr.: 341 Pfarrhof (Obersiebenbrunn)                                                                                                   |
| ja   | Datei hochladen | Ehem. Gärtnerhaus des Schlosses Obersiebenbrunn HERIS-ID: 10810 Objekt-ID: 6873        | Hauptstraße 6 Standort KG: Obersiebenbrunn     | Ehemaliges Gärtnerhaus im Südosten des Schlosses. Anmerkung: | BDA-Hist.: Q64765077 Status: Bescheid Stand der BDA-Liste: 2025-06-30 Name: Ehem. Gärtnerhaus des Schlosses Obersiebenbrunn GstNr.: 350/4                                                                                 |
| ja   | Datei hochladen | Schüttkasten HERIS-ID: 10811 Objekt-ID: 6874                                           | bei Hauptstraße 6 Standort KG: Obersiebenbrunn | Der Schüttkasten stammt aus dem 18. Jahrhundert und wurde östlich des Schlosses errichtet.                                                                                        | BDA-Hist.: Q64765078 Status: § 2a Stand der BDA-Liste: 2025-06-30 Name: Schüttkasten GstNr.: 355/1 Schüttkasten (Obersiebenbrunn)                                                                                         |
| ja   | Datei hochladen | Schloss Obersiebenbrunn HERIS-ID: 10352 Objekt-ID: 6406                                | Marktplatz 1 Standort KG: Obersiebenbrunn      | Ein mächtiger Vierflügelbau, der im 17. Jahrhundert barock erweitert und umgebaut wurde.                                                                                          | BDA-Hist.: Q1756402 Status: Bescheid Stand der BDA-Liste: 2025-06-30 Name: Schloss Obersiebenbrunn GstNr.: 351 Schloss Obersiebenbrunn                                                                                    |
| ja   | Datei hochladen | Ehem. barocker Jagdpark im Schlosspark Obersiebenbrunn HERIS-ID: 10353 Objekt-ID: 6407 | Marktplatz 1 Standort KG: Obersiebenbrunn      | Eine barocke Gartenanlage mit sternförmig geführten Alleen und ehemaligen Wasserbassins. Siehe auch Schlosspark Obersiebenbrunn.                                                  | BDA-Hist.: Q64765075 Status: Bescheid Stand der BDA-Liste: 2025-06-30 Name: Ehem. barocker Jagdpark im Schlosspark Obersiebenbrunn GstNr.: 352/1, 355/1, 1, 349, 350/2, 358/1, 358/2, 358/3 Schlosspark (Obersiebenbrunn) |
| ja   | Datei hochladen | Sog. Priesterhaus HERIS-ID: 60655 Objekt-ID: 72999                                     | bei Marktplatz 1 Standort KG: Obersiebenbrunn  | Ein zweigeschoßiges Gebäude aus der zweiten Hälfte des 18. Jahrhunderts mit schlichter Fassadengliederung und josephinischen Fenstergittern an der Südwestecke des Schlossareals. | BDA-Hist.: Q64765080 Status: Bescheid Stand der BDA-Liste: 2025-06-30 Name: Sog. Priesterhaus GstNr.: 1, 349 Priesterhaus (Obersiebenbrunn)                                                                               |
| ja   | Datei hochladen | Kath. Pfarrkirche Mariae Himmelfahrt HERIS-ID: 10350 Objekt-ID: 6404                   | bei Marktplatz 2 Standort KG: Obersiebenbrunn  | Eine große Barockkirche, die von 1722 bis 1724 erbaut wurde. | BDA-Hist.: Q22693345 Status: § 2a Stand der BDA-Liste: 2025-06-30 Name: Kath. Pfarrkirche Mariae Himmelfahrt GstNr.: 343 Church of the Assumption (Obersiebenbrunn)                                                       |
| ja   | Datei hochladen | Hausberg Öder Burgstall HERIS-ID: 46127 Objekt-ID: 47799                               | Öder Burgstall Standort KG: Obersiebenbrunn    | Rundling mit einem Plattformdurchmesser von 35 m östlich des Ortes | BDA-Hist.: Q38019425 Status: Bescheid Stand der BDA-Liste: 2025-06-30 Name: Hausberg Öder Burgstall GstNr.: 692/1, 692/2, 693, 694 Franzosenfriedhof (Obersiebenbrunn)                                                    |
| ja   | Datei hochladen | Gartenpavillon des Schlosses Obersiebenbrunn HERIS-ID: 10812 Objekt-ID: 6875           | Standort KG: Obersiebenbrunn                   | Der barocke Bau wurde von Johann Lucas von Hildebrandt entworfen und 1728 im Zentrum eines Jagdsterns errichtet.                                                                  | BDA-Hist.: Q64765079 Status: Bescheid Stand der BDA-Liste: 2025-06-30 Name: Gartenpavillon des Schlosses Obersiebenbrunn GstNr.: 357 Gartenpavillon Obersiebenbrunn                                                       |
| ja   | Datei hochladen | Ehem. Wirtschaftsgebäude des Schlosses mit Hungerturm HERIS-ID: 10809 Objekt-ID: 6872  | In den Stübeln 60 Standort KG: Obersiebenbrunn | Ein langgestrecktes, überwiegend eingeschoßiges Gebäude im Westen des Schlosses.                                                                                                  | BDA-Hist.: Q64765076 Status: Bescheid Stand der BDA-Liste: 2025-06-30 Name: Ehem. Wirtschaftsgebäude des Schlosses mit Hungerturm GstNr.: 1 Wirtschaftsgebäude mit Hungerturm (Obersiebenbrunn)                           |